# Nobles County
Nobles County is een county in de Amerikaanse staat Minnesota.
De county heeft een landoppervlakte van 1.853 km² en telt 20.832 inwoners (volkstelling 2000). De hoofdplaats is Worthington.

## Bevolkingsontwikkeling

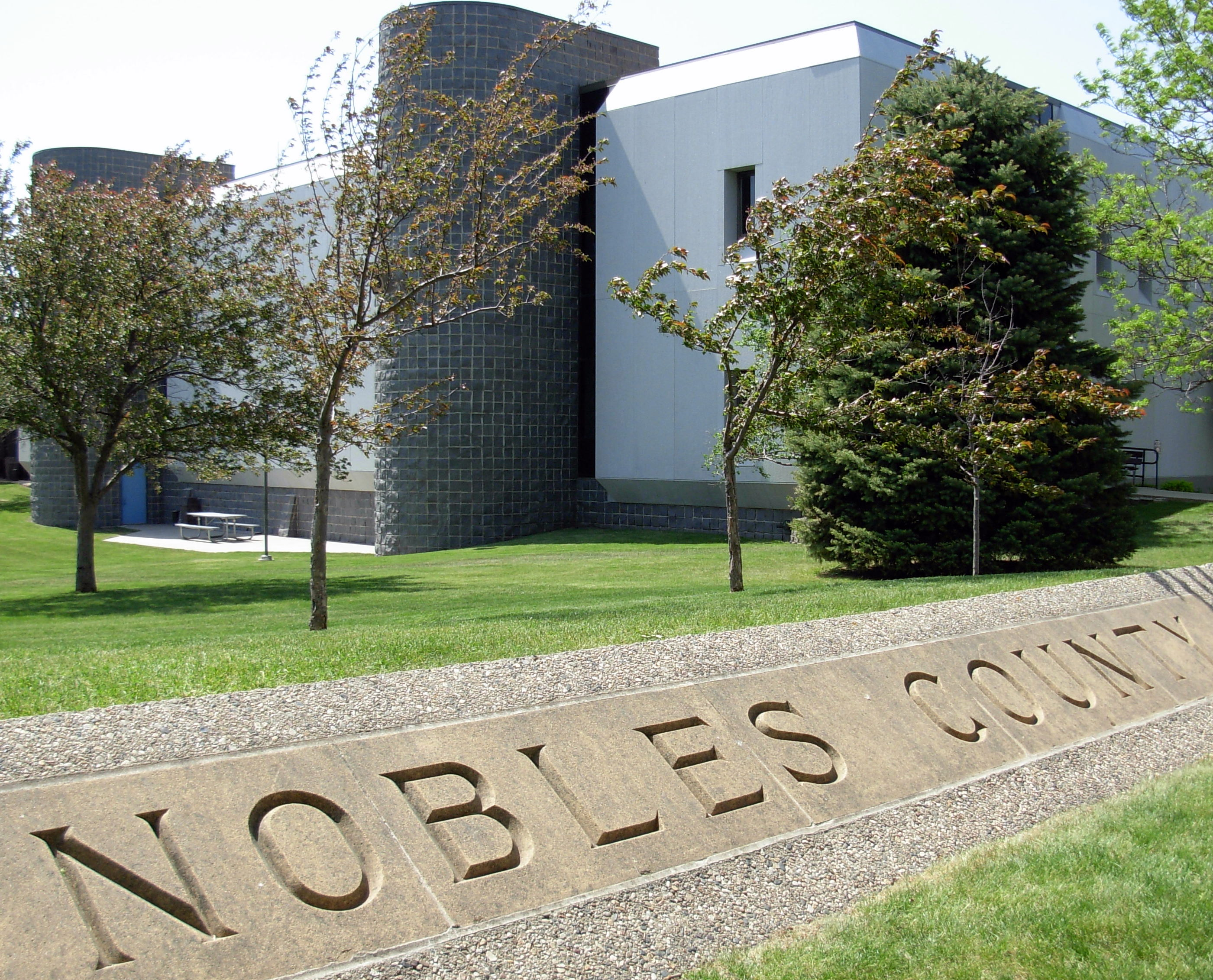
Nobles County Courthouse